# Diospyros rostrata
Diospyros rostrata là một loài thực vật có hoa trong họ Thị. Loài này được (Merr.) Bakh. mô tả khoa học đầu tiên năm 1933.